# Суровина
Суровината е материя, използвана в производството на стоки. Източникът на основните суровини е природата:
- различните химични елементи, включително полезни изкопаеми, като желязо, мед и други елементи, получени от атмосферата, като азот и микроелементи, добити от морето.
- природните богатства, като въглища, нефт, природен газ и минерали от всякакъв вид.
- растителни суровини, като дървесина и памук
- животински суровини, като вълна и кожа

Примери:
- Брашното е суровина, използвана за правенето на хляб, торти и още голямо разнообразие от различни други хранителни продукти. Мелниците за брашно произвеждат брашно, чрез смилане на зърна от пшеница, ръж и други подобни.
- Текстилът е суровина за изработката на облекло и е получен след множество процеси за преработка на животински или растителни влакна.

Понякога крайният продукт може да бъде суровина в производствения процес на друг продукт. Бисквитите, например, са един завършен продукт, готов за консумация, но също се използва като суровина в производството на други сладкиши като например шоколадови скалички. Млякото в суров вид може да се пие (след пастьоризация), но и да се използва като суровина за широка гама от млечни продукти.
Науката, която изучава свойствата и употребата на материалите, се нарича материалознание и използва едновременно физически, химически и инженерни методи.
Съвременното производство използва множество естествени и изкуствени материали. Природните материали обикновено се наричат суровини. Първичното получаване на такива материали е обект на добивната промишленост, след което те биват преработвани в полуготови материали и готови стоки.

## Рециклиране
Суровините, базирани на природни ресурси са изчерпаем ресурс. Петролните запаси в земята, например, са невъзобновяеми, и постепенно се изчерпват. Процесът на рециклиране се използва за оползотворяване на отпадъците чрез превръщането им в суровина, така че те да могат да бъдат използвани отново в производствения процес. Рециклирането дава възможност за спестяване на суровини, от една страна, и намалява отпадъците и замърсяването, от друга страна, и по този начин има икономическо и екологично значение.